# حساء الحماض
حساء الحُمَّاض (بالروسية والأوكرانية: щавель) (بالبيلاروسية: шчаўе) (بالبولندية: szczaw) هو عبارة عن حساء مصنوع من الماء أو المرق مع أوراق الحُماض والملح. تحتوي الأنواع الأخرى من الحساء على السبانخ وبقل الروم والسلق والقراص، وأحياناً الطرخشقون أوالبلسان الأرضي أو ثوم الدببة مع أو بدلاً من الحُماض. وهو طبق معروف في المطبخ اليهودي الأشكنازي والبيلاروسي والأستوني واللاتيفي والليتواني والروماني والأرمني والبولندي والروسي والأوكراني. بسبب شيوعه كحساء في مطابخ أوروبا الشرقية يطلق عليه اسم حساء «البورش الأخضر» كونه قريب لحساء البورش الأوكراني التقليدي المُعَد من الشمندر الأحمر. ولأن شوربة شي هو الحساء الرئيسي في روسيا (مع أو بدل حساء البورش) يسمى حساء الحماض أيضاً بحساء «الشي الأخضر». كان يطلق عليه في كتب الطبخ الروسية القديمة اسم «الحساء الأخضر».
عادة ما يحتوي حساء الحُماض على مكونات أخرى مثل البيض أو صفاره (مسلوق أو مخفوق) والبطاطا والجزر وجذور البقدونس والأرز. تحتوي مجموعة متنوعة من حساء البورش الأخضر الأوكراني على الشمندر الأحمر. في المطبخ البولندي والأوكراني والبيلاروسي والروسي يمكن تحضير حساء الحُماض باستخدام أي نوع من المرق بدلاً من الماء. عادةً ما يُقدم الحساء مع «السيمتانا» (نوع من القشدة الحامضة شائع في أوروبا الشرقية). ويمكن تقديمه إما ساخناً أو بارداً.

يتميّز حساء الحُماض بطعمه الحامضي بسبب حمض الأكساليك الموجود في نبات الحُماض. قد يختفي طعم الحُماض الحامض عند إضافة القشدة الحامضة، حيث يتفاعل حمض الأكساليك مع الكالسيوم والكازين.

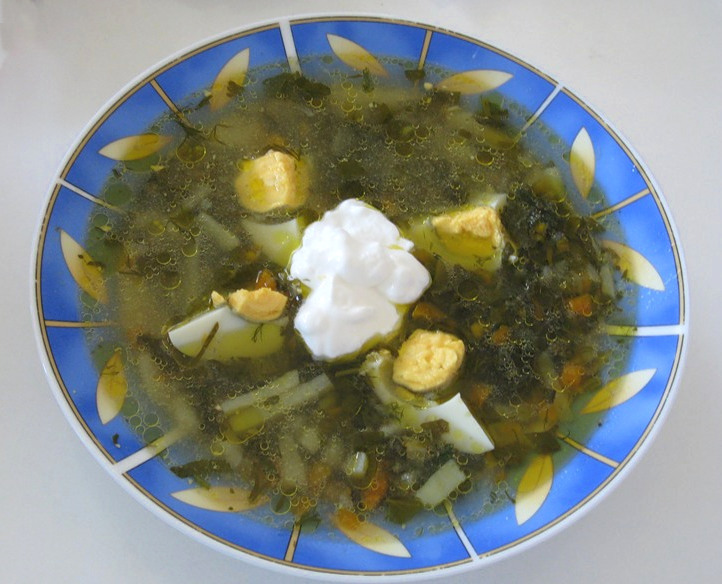
حساء البورش الأخضر مع البيض والقشدة الحامضة.
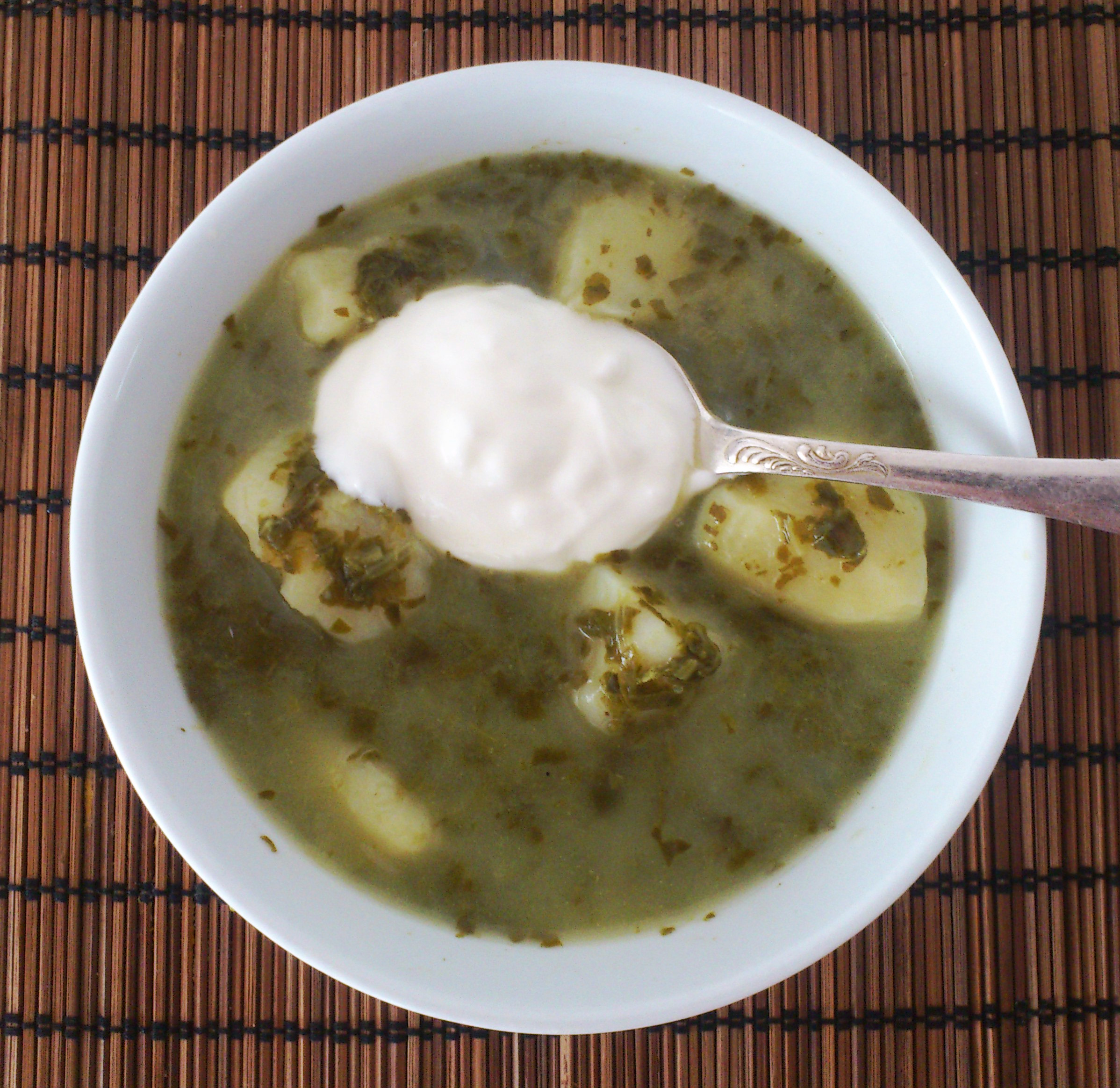
حساء البروش الأخضر مُعَد بالسبانخ بدلاً من الحُماض مع البطاطا.
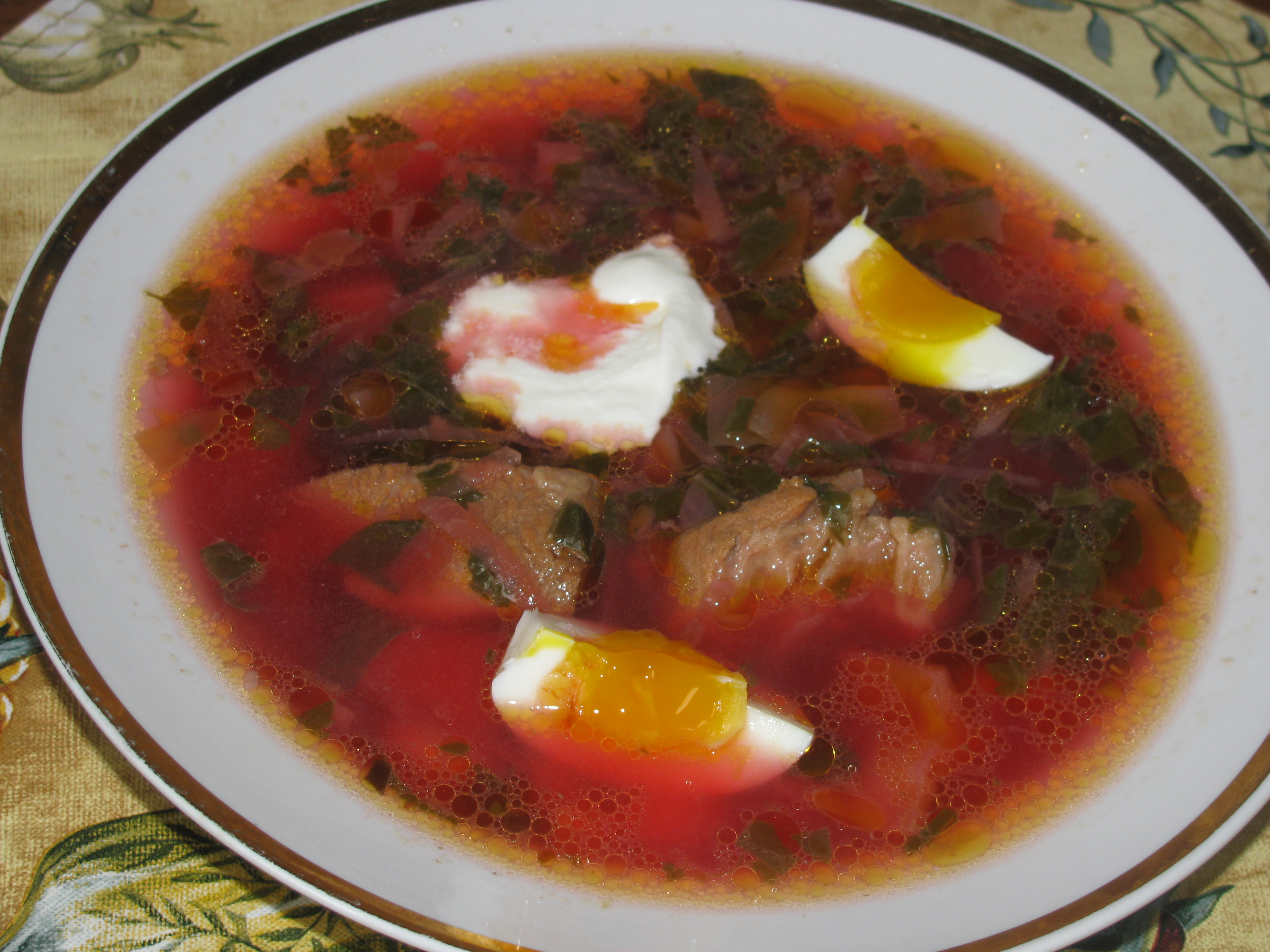
حساء البورش الأخضر الأوكراني يحتوي على كلاً من الحُماض والشمندر الأحمر .